# Белослатинско
 Тази статия е за историко-географската област.  За общината вижте Бяла Слатина.  
Белослатинско е историко-географска област в Северозападна България, около град Бяла Слатина.
Територията ѝ съвпада приблизително с някогашната Белослатинска околия, а днес включва почти цялата община Бяла Слатина (без Алтимир и Галиче в Оряховско), южната част на община Кнежа (без Кнежа в Оряховско) и община Борован (без Добролево, Малорад и Сираково в Оряховско), северозападната част на община Червен бряг (югоизточната част в Луковитско) и селата Върбица (община Враца) и Камено поле (община Роман). Разположена е в Западната Дунавска равнина западно от река Искър и граничи с Оряховско на север, Плевенско на изток, Луковитско на югоизток и Врачанско на югозапад.